# Micrathena molesta
Micrathena molesta är en spindelart som beskrevs av Arthur M. Chickering 1961. Micrathena molesta ingår i släktet Micrathena och familjen hjulspindlar. Inga underarter finns listade i Catalogue of Life.